# Frigil capnegre
El frigil capnegre (Phrygilus atriceps) és un ocell de la família dels tràupids (Thraupidae).

## Hàbitat i distribució
Habita praderies i arbusts dels Andes, per sobre dels 3000 m, al Perú, centre i sud de Bolívia, Xile i nord-oest de l'Argentina.